# 사브리나 브라이언
사브리나 브라이언(Sabrina Bryan, 1984년 9월 16일 ~ )은 미국의 가수이자 배우이다. 2005년부터 2009년까지 치타 걸스의 일원으로 활동하였다.